# Podosomi
In citologia, i podosomi vengono identificati come strutture a forma conica, ricche in actina, che si riscontrano nella superficie esterna della membrana cellulare delle cellule eucariote animali. Il loro diametro varia da circa 0,5 a 2 µm. Tipicamente localizzati nella periferia della membrana cellulare, i podosomi si distribuiscono secondo una specifica polarità nelle cellule migranti, andandosi a situare nel bordo frontale, in prossimità del lamellipodio. La loro funzione primaria riguarda la motilità cellulare; sostanzialmente, sono ambedue i siti di attacco e di degrado lungo la matrice extracellulare. Svariati citotipi presentano i podosomi: cellule cancerogene invasive, osteoclasti, cellule muscolari lisce vascolari, cellule endoteliali, e alcune cellule del sistema immunitario come i macrofagi e le cellule dendritiche.

## Caratteristiche
Un podosoma è composto da un core, ricco in actina, circondato da proteine dedite all'adesione e alla formazione di impalcature(scaffolding). I filamenti di actina, dei podosomi, sono regolati da diversi centri di nucleazione di actina, attivatori della polimerizzazione, proteine crosslink che legano actina, chinasi, piccole GTPasi, e proteine scaffold. Grazie a questo tipo di regolazione, il ricambio continuo di actina è garantito in una manciata di secondi. Mediante le proteine Tks5 e WASP (proteine della sindrome di Wiskott-Aldrich), usate come markers insieme all'actina, oltre alla proteina legante l'actina corticale(cortactin) ed al complesso Arp2/3, è possibile distinguere i podosomi da altre giunzioni cellulari, in quanto Tks5 e WASP sono uniche del podosoma rispetto ad altre strutture cellulari actina-dipendenti.
Nella loro struttura esteriore, i podosomi mostrano due distinte caratteristiche: un core actinico ed un complesso ad anello. Coordinatori della nucleazione dell'actina sono presenti all'interno del core. Nello specifico, il complesso Arp2/3 e WASP quando ci si avvicina alla membrana plasmatica oppure cortactin quando ci si allontana. Filamenti di actina si irraddiano dal core più interno verso la membrana plasmatica e in mezzo a podosomi vicini.
Nel complesso ad anello, integrine e proteine associate all'integrina servono a connettere il citoscheletro alle integrine della superficie cellulare, formando una protrusione verso l'esterno. Ricerche iniziali suggerirono che questo complesso fosse cilindrico, ma i passi avanti fatti nelle tecniche di microscopia hanno dimostrato che la forma reale sia più poligonale. Queste scoperte furono possibili grazie all'applicazione della tecnica di localizzazione di Bayes, analisi dello sbiancamento e a dati ricavati dalla microscopia a fluorescenza a campo largo standard utilizzando cellule che esprimono proteine marcate con tecniche di fluorescenza, specifiche al complesso ad anello del podosoma.
Il podosoma possiede un periodo di vita abbastanza breve: qualche minuto.

## Funzioni
Ai podosomi si attribuisce un ruolo connesso alla motilità cellulare, all'interno dei microambienti dei tessuti. Specificatamente, essi hanno un ruolo coordinatorio nell'erosione della matrice extracellulare tramite il movimento cellulare. La migrazione cellulare è essenziale per garantire il corretto sviluppo embrionale e, una volta raggiunta la maturità, per sanare le ferite e per mediare la risposta infiammatoria. Esempi di migrazione cellulare sono: migrazione transendoteliale delle cellule dendritiche, migrazione delle cellule endoteliali aortiche per permettere il rimodellamento dei vasi arteriosi e, nel campo dell'immunologia, l'ingresso dei macrofagi nei tessuti. Difficoltà riscontrate nella migrazione cellulare possono essere derivate da patologie che riguardano lo sviluppo, la vascolarizzazione ed il sistema immunitario. In sostanza, i podosomi sono presenti in citotipi associati con rimodellamento(come nel caso del tessuto osseo) e con il sistema immunitario.
Altra funzioni attribuibili ai podosomi sono la meccanica e la sensoriale. Il processo generativo iniziale dei podosomi sembra essere influenzato dalla struttura e dalla composizione del substrato sottostante, inclusa la presenza e distribuzione di specifici ligandi. Svariati recettori delle integrine monitorano le proprietà meccaniche del microambiente cellulare e, inoltre, possono influenzare e indurre l'inizio del processo di genesi dei podosomi. Una volta maturo, l'integrità del substrato della matrice regola la durata, in termini di vita, del podosoma con situazioni di elevata rigidità che portano ad un podosoma più longevo e spaziatura più vicina fra i diversi siti dei podosomi.
Alcuni studi suggeriscono un ruolo putativo per i podosomi, anche nella regolazione delle funzioni delle cellule staminali del midollo osseo. Una presenza elevata dei podosomi è stata dimostrata in vitro nelle cellule progenitrici mesodermiche, un citotipo capace di differenziarsi in cellule stromali mesenchimali. Una proposta è stata avanzata riguardo l'importanza dei podosomi nella mobilitazione delle cellule progenitrici mesodermiche, nell'eventualità di bisogno fisiologico.
Dal punto di vista patologico, i pazienti afflitti dalla sindrome di Wiskott-Aldrich dimostrano, attraverso le loro cellule immunitarie, prove del ruolo che i podosomi svolgono nella motilità cellulare. Questi individui non posseggono WASP completamente mature, portando ad una malformazione dei podosomi stessi. Le cellule dendritiche ed i macrofagi del sistema immunitario di questi pazienti non manifestano genesi dei podosomi ed evidenziano difficoltà nella migrazione. Alcuni sospetti sono emersi riguardo al ruolo dei podosomi nella migrazione delle cellule della cresta neurale. I pazienti con la sindrome di Frank-ter Haar, possiedono mutazioni per Tks4, proteina specifica ai podosomi, e dimostrano impedimenti nella migrazione delle cellule delle creste neurali.

### Ruolo negli osteoclasti
Gli osteoclasti sono larghi sincizi, facenti parte del tessuto osseo, possedenti un ruolo di rilievo nel processo del riassorbimento osseo. In questo processo di rimodellamento, i podosomi giocano un ruolo fondamentale. Durante la maturazione dei precursori degli osteoclasti, gruppi di podosomi formano strutture ad anello altamente ordinate che andranno a fondersi a formare una banda verso la periferia cellulare. Questo arrangiamento dei podosomi è altamente interconnesso tramite una rete, densa e radiale, di filamenti di actina che si estendono tra e verso i podosomi confinanti.
L'accumulazione di F-actina, vinculina, paxillina e α-actina all'interno dei podosomi della banda(formata durante il processo di fusione) segnala lo sviluppo di un osteoclasto maturo. Durante l'inizio del riassorbimento osseo, la banda di podosomi si dissocia, lasciando dietro una maglia composta prevalentemente da F-actina, che svolge funzioni come la "zona di chiusura". Questa zona di chiusura diventa il sito di attacco degli osteoclasti alla matrice ossea. L'inibizione del riassorbimento osseo, tramite trattamento farmacologico, risulta dall'assenza della banda di podosomi durante la maturazione dell'osteoclasto e, quindi, della "zona di chiusura".

## Scoperta
La scoperta dei podosomi è attribuita ad un gruppo di ricercatori torinesi, guidati dal professore Piercarlo Marchisio, tuttavia la loro funzione rimase ignota per diversi anni.
Nei primi anni '80, fibroblasti embrionali di pollo vennero mutati, tramite il virus del sarcoma di Rous (RSV), che contiene l'oncogene v-src. Questa mutazione suscitò la rilocalizzazione della vinculina e dell'α-actina nel citoscheletro da contatti focali che formavano clusters circolari. Successivamente, nel 1985, è stato dimostrato, usando le stesse cellule, che questi clusters proteici si localizzassero in delle protrusioni nella membrana plasmatica ventrale e che fossero siti di adesione del substrato; quindi, queste strutture furono chiamate podosomi, per evidenziare il loro ruolo come "piede delle cellule". Nel 1989, fu dimostrato come questi podosomi giocassero un ruolo fondamentale nell'erosione della matrice. Per questo motivo, furono pure chiamati "invadopodi".
Tuttavia, per evitare confusione sulla nomenclatura, il termine "invadopodi" fu utilizzato per indicare i podosomi nelle cellule cancerogene.